# North West England
North West England (Nord Vestul Angliei) este una dintre cele nouă regiuni ale Angliei. 

## Diviziuni administrative
Regiunea este formată din următoarele comitate (ceremoniale și ne-metropolitate) și autorități unitare:
| Comitat ceremonial | Comitat/Autoritate unitară | Districte |
| ------------------ | -------------------------- | --- |
| Cheshire           | Cheshire                   | Ellesmere Port and Neston, Chester, Crewe and Nantwich, Congleton, Macclesfield, Vale Royal                                   |
| Cheshire           | Warrington                 | |
| Cheshire           | Halton                     | |
| Cumbria            | Cumbria                    | Barrow-in-Furness, South Lakeland, Copeland, Allerdale, Eden, Carlisle                                                        |
| Greater Manchester | Greater Manchester         | Bolton, Bury, Manchester, Oldham, Rochdale, Salford, Stockport, Tameside, Trafford, Wigan                                     |
| Lancashire         | Lancashire                 | West Lancashire, Chorley, South Ribble, Fylde, Preston, Wyre, Lancaster, Ribble Valley, Pendle, Burnley, Rossendale, Hyndburn |
| Lancashire         | Blackpool                  | |
| Lancashire         | Blackburn with Darwen      | |
| Merseyside         | Merseyside                 | Knowsley, Liverpool, St Helens, Sefton, Wirral                                                                                |